# Washington (Indiana)
Washington is een plaats (city) in de Amerikaanse staat Indiana, en valt bestuurlijk gezien onder Daviess County.

## Demografie
Bij de volkstelling in 2000 werd het aantal inwoners vastgesteld op 11.380.
In 2006 is het aantal inwoners door het United States Census Bureau geschat op 11.279, een daling van 101 (-0,9%).

## Geografie
Volgens het United States Census Bureau beslaat de plaats een oppervlakte van
12,4 km², waarvan 12,3 km² land en 0,1 km² water. Washington ligt op ongeveer 138 m boven zeeniveau.

## Plaatsen in de nabije omgeving
De onderstaande figuur toont nabijgelegen plaatsen in een straal van 20 km rond Washington.

## Geboren
- William Kiefer (1872-1920), componist en dirigent
- Leroy Osmon (1948), componist, muziekpedagoog, musicoloog, dirigent, klarinettist en saxofonist